# Лазика (місто)
Лазика (груз. ლაზიკა) — портове місто, яке планувалося збудувати на чорноморському узбережжі Грузії. Будівництво розпочалося 2012 року, але в жовтні того ж року проєкт було зупинено відразу після приходу до влади «Грузинської мрії».
Проєктна кількість населення міста через 10 років після початку будівництва повинна була становити 500 тис. мешканців.
Планувалося, що Лазика стане першим глибоководним портом регіону, а також найбільшим торговим та економічним центром Західної Грузії.